# Campeonato Mundial de Clubes de voleibol femenino de la FIVB de 2012
El Campeonato Mundial de Clubes de voleibol femenino de la FIVB de 2012 fue la sexta edición del torneo y tercera desde su reanudación. El campeón fue el Sollys Nestlé Osasco de Brasil, que venció en la final al vigente campeón, el Rabita Baku de Azerbaiyán.

## Equipos participantes
- Fenerbahçe, campeón europeo.[1]
- Rabita Baku, invitado.
- Sollys Nestlé Osasco, campeón sudamericano.
- Lancheras de Cataño, representante NORCECA.
- Kenya Prisons, campeón africano.
- Tianjin Bridgestone, campeón asiático.[n 1]

### Grupos
| Grupo C - Rabita Baku - Sollys/Nestlé Osasco - Bohai Bank Tianjin | Grupo D - Fenerbahçe - Lancheras de Cataño - Kenya Prisons |

## Modo de disputa
El torneo consta de dos etapas. En la primera fase, los seis equipos se dividen en dos grupos de tres integrantes, donde juegan todos contra todos una vez. Al finalizar esta etapa, los dos mejores equipos de cada grupo avanzan a las semifinales, mientras que los restantes equipos dejan de disputar el campeonato.
En la segunda fase se enfrentan los primeros de cada grupo con los segundos del otro grupo, es decir, el primero del grupo C con el segundo del grupo D y el primero del grupo D con el segundo del grupo C. Los ganadores de estos enfrentamientos disputan la final mientras que los perdedores disputan el partido por el tercer puesto.

## Sede
| Doha                                       |
| ------------------------------------------ |
| Al-Gharafa Sports Club Hall                |
| 25°30′00″N 51°15′00″E / 25.50000, 51.25000 |
| Capacidad: 3000                            |

## Primera fase

### Grupo C
| Pos. | Equipo      | Pts | PG | PP | SG | SP | PG  | PP  |
| ---- | ----------- | --- | -- | -- | -- | -- | --- | --- |
| 1.°  | Osasco      | 6   | 2  | 0  | 6  | 1  | 172 | 131 |
| 2.°  | Rabita Baku | 3   | 1  | 1  | 4  | 4  | 177 | 185 |
| 3.°  | Tianjin     | 0   | 0  | 2  | 1  | 6  | 135 | 168 |

| Fecha         |               | Res   |               | Set 1 | Set 2 | Set 3 | Set 4 | Set 5 | Total |
| ------------- | ------------- | ----- | ------------- | ----- | ----- | ----- | ----- | ----- | ----- |
| 14 de octubre | Sollys/Nestlé | 3 - 0 | Tianjin       | 25-13 | 25-14 | 25-20 | —     | —     | 75-47 |
| 15 de octubre | Rabita Baku   | 1 - 3 | Sollys/Nestlé | 25-22 | 20-25 | 19-25 | 20-25 | —     | 84-97 |
| 16 de octubre | Rabita Baku   | 3 - 1 | Tianjin       | 25-20 | 25-22 | 18-25 | 25-21 | —     | 93-88 |

### Grupo D
| Pos. | Equipo        | Pts | PG | PP | SG | SP | PG  | PP  |
| ---- | ------------- | --- | -- | -- | -- | -- | --- | --- |
| 1.°  | Fenerbahçe    | 6   | 2  | 0  | 6  | 0  | 150 | 89  |
| 2.°  | Lancheras     | 3   | 1  | 1  | 3  | 4  | 145 | 161 |
| 3.°  | Kenya Prisons | 0   | 0  | 2  | 1  | 6  | 128 | 173 |

| Fecha         |               | Res   |               | Set 1 | Set 2 | Set 3 | Set 4 | Set 5 | Total |
| ------------- | ------------- | ----- | ------------- | ----- | ----- | ----- | ----- | ----- | ----- |
| 13 de octubre | Kenya Prisons | 1 - 3 | Lancheras     | 19-25 | 25-23 | 19-25 | 23-25 | —     | 86-98 |
| 15 de octubre | Fenerbahçe    | 3 - 0 | Lancheras     | 25-17 | 25-17 | 25-13 | —     | —     | 75-47 |
| 17 de octubre | Fenerbahçe    | 3 - 0 | Kenya Prisons | 25-14 | 25-17 | 25-11 | —     | —     | 75-42 |

## Segunda fase
|  | Semifinales   | Semifinales |   |           | Final         | Final |  |
|  |               |             |   |           |               |       |  |
|  |               |             |   |           |               |       |  |
|  |               |             |   |           |               |       |  |
|  | Sollys/Nestlé | 3           |   |           |               |       |  |
|  | Lancheras     | 0           |   |           |               |       |  |
|  |               |             |   |           |               |       |  |
|  |               |             |   |           |               |       |  |
|  |               |             |   |           | Sollys/Nestlé | 3     |  |
|  |               | Rabita Baku | 0 |           |               |       |  |
|  |               |             |   |           |               |       |  |
|  |               |             |   |           |               |       |  |
|  |               |             |   |           | Tercer lugar  |       |  |
|  |               |             |   |           |               |       |  |
|  | Fenerbahçe    | 0           |   | Lancheras | 0             |       |  |
|  | Rabita Baku   | 3           |   |           | Fenerbahçe    | 3     |  |

### Semifinales
| Fecha         |               | Res   |             | Set 1 | Set 2 | Set 3 | Set 4 | Set 5 | Total |
| ------------- | ------------- | ----- | ----------- | ----- | ----- | ----- | ----- | ----- | ----- |
| 18 de octubre | Sollys/Nestlé | 3 - 0 | Lancheras   | 25-15 | 25-13 | 25-15 | —     | —     | 75-43 |
| 18 de octubre | Fenerbahçe    | 0 - 3 | Rabita Baku | 18-25 | 20-25 | 16-25 | —     | —     | 54-75 |

### Tercer puesto
| Fecha         |           | Res   |            | Set 1 | Set 2 | Set 3 | Set 4 | Set 5 | Total |
| ------------- | --------- | ----- | ---------- | ----- | ----- | ----- | ----- | ----- | ----- |
| 19 de octubre | Lancheras | 0 - 3 | Fenerbahçe | 16-25 | 17-25 | 17-25 | —     | —     | 50-75 |

### Final
| Fecha         |               | Res   |             | Set 1 | Set 2 | Set 3 | Set 4 | Set 5 | Total |
| ------------- | ------------- | ----- | ----------- | ----- | ----- | ----- | ----- | ----- | ----- |
| 19 de octubre | Sollys/Nestlé | 3 - 0 | Rabita Baku | 25-16 | 25-14 | 25-17 | —     | —     | 75-47 |

## Posiciones finales
| Pos. | Equipo               |
| ---- | -------------------- |
|      | Sollys Nestle Osasco |
|      | Rabita Baku          |
|      | Fenerbahçe           |
| 4.°  | Lancheras de Cataño  |
| 5.°  | Bohai Bank Tianjin   |
| 5.°  | Kenya Prisons        |

| Campeón Mundial de Clubes          |
| ---------------------------------- |
| Sollys Nestlé Osasco Primer título |

## Premios

### Jugadoras
- Jugadora más valiosa:

 Sheilla Castro (Sollys/Nestlé Osasco).